# 色部勝長
色部 勝長（いろべ かつなが）は、戦国時代の武将。上杉氏の重臣。揚北衆の一人。越後国岩船郡小泉庄平林村（新潟県村上市平林）の平林城主。色部憲長の子。

## 生涯
勝長は長尾為景・晴景・景虎の三代に仕えた宿老である。始め天文2年（1533年）には上条の乱で本庄房長・黒川清実・中条藤資ら揚北衆の国人と共に為景の下から離れて上条定憲方に加わり、家督を晴景に譲って隠退させることで為景を引退に追いやった。その後最後まで抵抗を続けたが、最終的に晴景に帰属し次第に乱は終息していった。
しかし天文8年（1539年）に上杉定実の養子問題を巡って天文の乱が発生すると房長・清実らと共に伊達晴宗方につき、伊達稙宗方についた藤資の居城・鳥坂城を攻撃している。この乱の途中で小川長資・鮎川清長による本庄家中の謀反が発生し房長が没すると、両者の調停に入っている。それから12年後の天文20年（1551年）に房長の子・本庄繁長が長資を自害に追い込んで仇討ちを果たし、清長を討ち取ろうとしたときには再び両者の仲裁をしている。
景虎（上杉謙信）の代では謙信の信任も厚く、関東での北条氏康との戦いで活躍し、永禄4年（1561年）の第四次川中島の戦いでは柿崎景家の危機を救うなど、上杉軍の勇将として奮戦したため、謙信からその武功を賞賛されて安田長秀らと共に血染めの感状を頂戴している。永禄7年（1564年）の下野国佐野城攻撃でも功があり、謙信から感状を賜っている。以後2年間佐野城将を務める。永禄12年1月10日（1569年2月7日）、本庄繁長の乱で繁長の居城・村上城を包囲中に繁長の夜襲に遭い討死。死因は病没ともいわれている。跡を子・顕長が継いだ。

## 人物・逸話
- 勝長の生年については不明な点が多く明らかになっていない。一説には1493年とも言われているが、1535年に本庄房長や新発田綱貞らと連名で羽前砂越の砂越氏維に書状を送った際に勝長の名前の下に花押の印がみられないために1535年時点では勝長は未だ元服前だったという可能性もある。
- 弘治3年（1557年）の第三次川中島の戦いの際、謙信からの出陣要請を始めは断ったが、結局出陣している。
- 戦陣において勝長は、白地に日の丸の小旗を用いていた。ところが平賀重資という者が全く同旗を用いているので、勝長はこの旗は自分が謙信から授けられた紋であるのに、平賀ごときが使用するのは怪しからんと、永禄6年（1563年）、奉行の河田長親に抗議した。これに対して平賀の方では、この紋を斎藤朝信の家来も使用しているので、自分もこれを用いたのだと答えた。河田はそのような次第なら、自ら相断るべきだと平賀を叱責している。いろいろともめたようだが、結局勝長の主張が通って平賀はこの紋の使用を禁じられた。
- 謙信がまだ景虎と名乗っていた頃は揚北衆の割拠する下越地方は本庄や中条、黒川といった諸豪族の間で御家騒動や領地紛争が絶えない状況であり勝長はこの問題に際して景虎から度々仲裁交渉の依頼をされている。

## 関連作品
小説
- 『阿賀の風雲 内乱篇』大嶋満夫（村上新聞社、1986年）
- 『酒虫』齋藤達也（考古堂、2009年）
- 『炎の蜃気楼』桑原水菜（集英社コバルト文庫）